# The Condor
Pour les articles homonymes, voir Condor.
The Condor est une revue scientifique publiée par la Cooper Ornithological Society. La revue publie des articles et des commentaires sur la biologie des oiseaux vivant à l’état naturel.  Elle est nommée en l’honneur du Condor de Californie, symbole de la Cooper Ornithological Society. 